# Salluit
Pour les articles homonymes, voir Salluit (homonymie).
Pour Salluit (terre réservée inuit), voir Salluit (terre réservée inuite).
Salluit (en syllabaire inuktitut : ᓴᓪᓗᐃᑦ) est un village nordique du Nunavik et de l'administration régionale Kativik situé dans la région administrative du Nord-du-Québec, au Québec, au Canada.

## Géographie

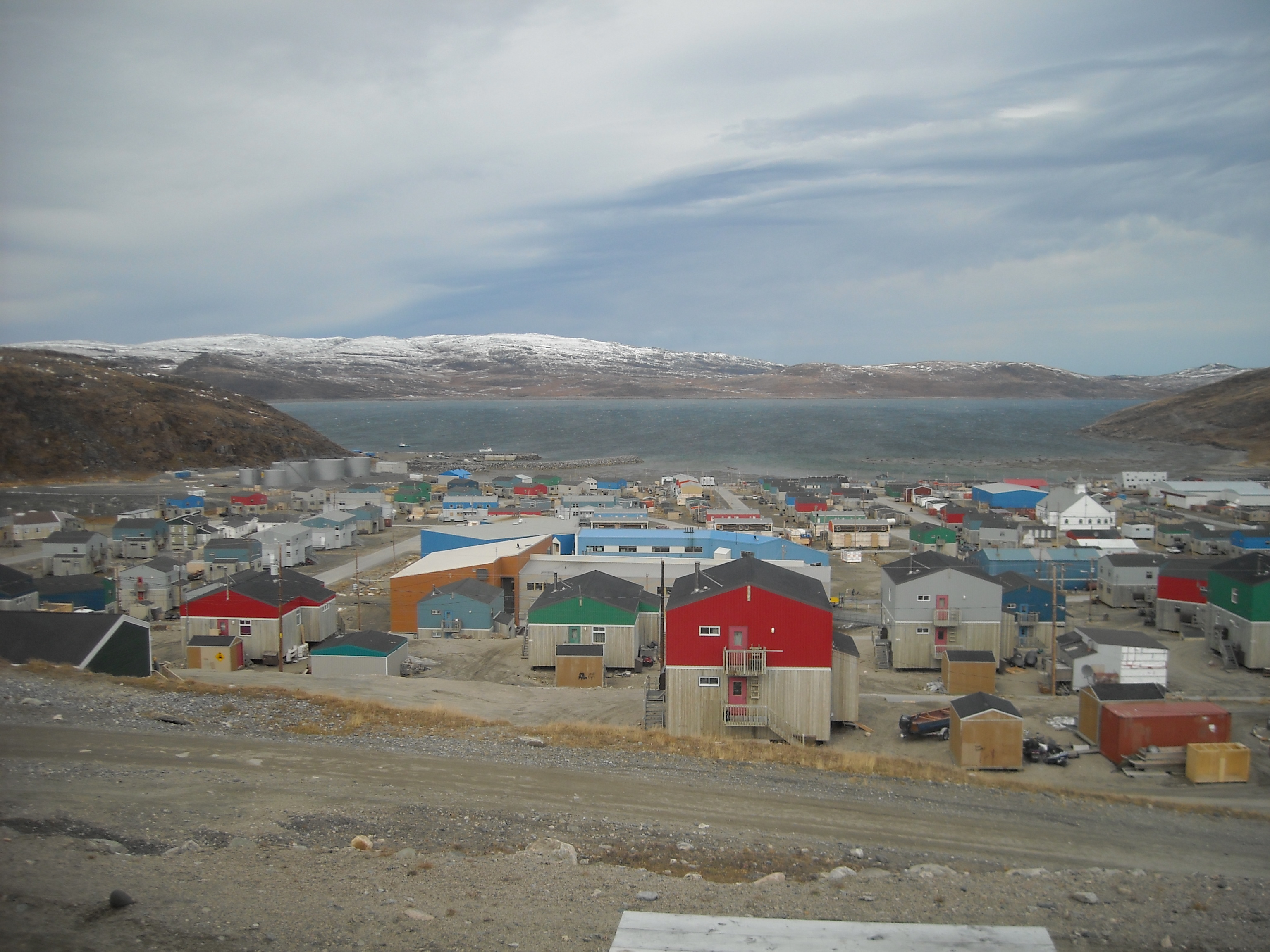
Vue du village

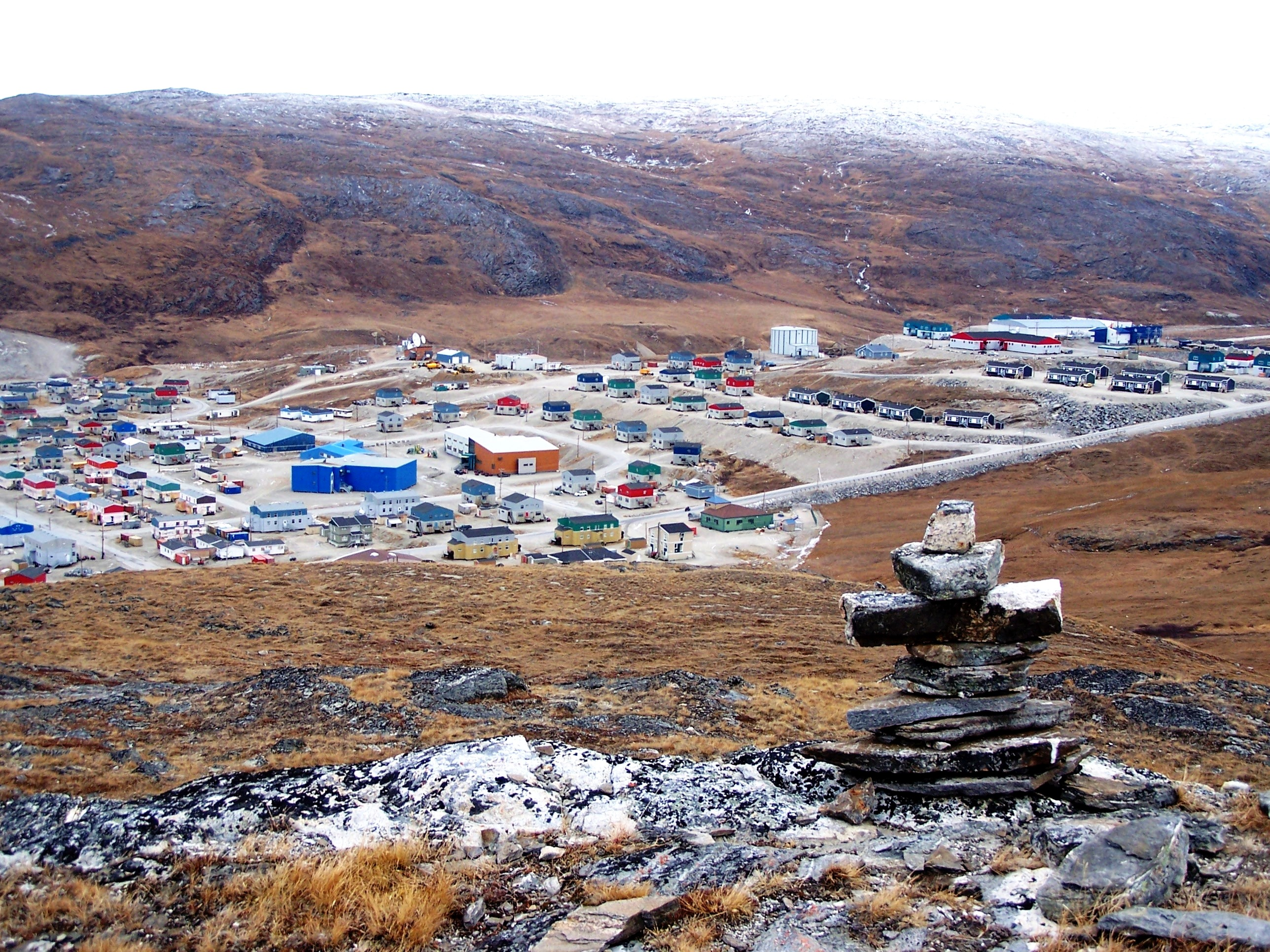
Vue générale de Salluit

Salluit est localisé à l'est d'Ivujivik et du cap Wolstenholme. Salluit est situé sur le littoral sud-est du fjord de Salluit lequel a longueur de 24 km (orienté vers le sud-ouest). Ce fjord constitue un appendice du détroit d'Hudson. La rivière Foucault (venant du sud) se déverse sur la rive sud au fond de cette baie qui est entourée de montagnes dont les sommets varient entre 200 et 480 m.
Le village dispose d'un aéroport, situé au sud-ouest du village, près des lacs Tasiruluuk. Le village de Salluit est aménagé du côté est de la Pointe Nuvukallak Kangilliq et sur la rive est du ruisseau Kuuguluk lequel coule vers le nord jusqu'au fjord de Salluit. À l'est de l'embouchure du ruisseau Kuuguluk, il y a la pointe Nuvukallak Ungalliq, la falaise Innaarualuk et la Pointe Niaqunnguut.

### Municipalités limitrophes
Le village de Salluit est enclavé dans la terre réservée inuit de Salluit.

## Toponymie
Le secteur est d'abord nommé Sugluk par Albert P. Low. En 1961, la communauté est renommée Notre-Dame-de-Sugluc. L'année suivante, elle prend le nom de Saglouc, nom qui se maintient jusqu'à la création de la municipalité du village nordique, en décembre 1979. Le nom de la communauté se traduit par « les maigres ».

## Histoire
Le peuple de Dorset vit dans cette région de 800 av. J.-C. à 1000 apr. J.-C.
En 1904, le géologue Albert Peter Low visite le secteur et témoigne que l'île Qikirtaq reçoit les chasseurs inuits en été. En 1910, un traiteur de fourrures indépendant, Solomon R. Ford s'établit dans le secteur et y attire une communauté d'inuits. De 1925 à 1932, la Compagnie de la Baie d'Hudson tient un poste de traite à Déception, puis à Salluit dès 1927. 
En 1930 une mission catholique est créée et y dura une vingtaine d'années, tandis qu'une mission anglicane s'y établit en 1955. La première école ouvre en 1957, des maisons résidentielles s'édifient en 1959. Salluit devint une municipalité en 1979.
Depuis 1996, le Corps de police régional Kativik assure les services policiers à Salluit. 

## Démographie

### Population
| 1981 | 1996 | 2001  | 2006  | 2011  | 2016  |
| ---- | ---- | ----- | ----- | ----- | ----- |
| 480  | 929  | 1 072 | 1 241 | 1 347 | 1 483 |

### Langues
À Salluit, selon l'Institut de la statistique du Québec, la langue la plus parlée le plus souvent à la maison en 2011 sur une population de 1 345 habitants, est l'inuktitut à 92,94 %, le français à 3,72 % et l'anglais à 3,35 %.

## Administration
| Période                                  | Période  | Identité               | Étiquette | Qualité |
| ---------------------------------------- | -------- | ---------------------- | --------- | ------- |
| ?                                        | 2018     | Paulusie Saviadjuk     |           |         |
| 2018                                     | 2021     | Paulusie Papigatuk Sr. |           |         |
| 2021                                     | En cours | Maggie Q. Saviakjuk    |           |         |
| Les données manquantes sont à compléter. |          |                        |           |         |

## Éducation
La Commission scolaire Kativik administre l'École Ikusik.

## Personnalités
La chanteuse, parolière, cinéaste et documentariste Elisapie Isaac y a passé son enfance. Le sculpteur Kumukuluk Saggiak y est né.